# Kronberg im Taunus
Kronberg im Taunus (fins al 17 d'octubre de 1933 es va escriure com a Cronberg) és un municipi situat al districte de Hochtaunus, a la regió de Darmstadt de l'estat federat de Hessen (Alemanya). La seva població estimada a finals de 2020 era de 18.242 habitants.
Està ubicat al centre de l'estat, a poca distància al nord del riu Main, un dels principals afluents del Rin, i és un centre balneari climàtic reconegut per l'estat 
Kronberg forma part de l'àrea metropolitana de Frankfurt, la major aglomeració de l'àrea del Rin-Main. Pren el nom del castell de Kronberg, seu dels cavallers de Cronberg entre 1220 i 1704.
Els Vordertaunus, especialment Kronberg i la ciutat veïna de Königstein im Taunus, són coneguts per les seves cares zones residencials amb una sèrie de vil·les. Kronberg és el tercer municipi més ric d'Alemanya. A més, la ciutat de Kronberg im Taunus tenia un índex de poder adquisitiu per sobre de la mitjana nacional el 2020.